# Nokia 1280
Il Nokia 1280 è un telefonino prodotto dall'azienda finlandese Nokia.

## Caratteristiche
- Dimensioni: 107 × 45 × 15 mm
- Massa: 82 g
- Risoluzione display: 96 × 68 pixel
- Durata batteria in conversazione: 8 ore
- Durata batteria in standby: 528 (22 giorni)
- Radio FM stereo
- Batteria: Nokia BL-5CB 800 mAh
- Auricolare con jack da 3,5 mm
- Suonerie polifoniche
- Rubrica: 500 contatti memoria telefono, 250 contatti memoria scheda SIM.